# Joan Tuset

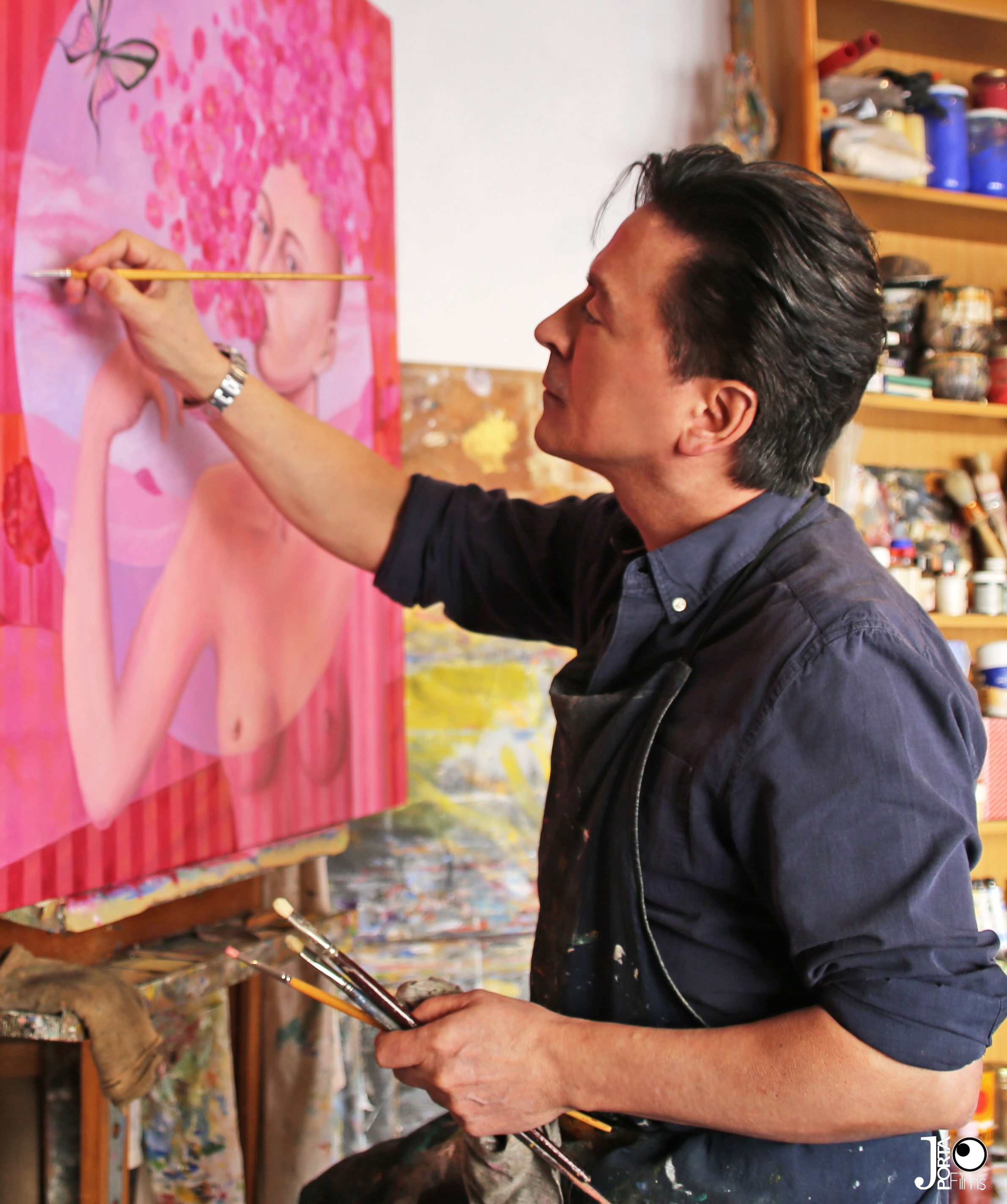
Joan Tuset in seiner Werkstatt in l'Arboç (2017)

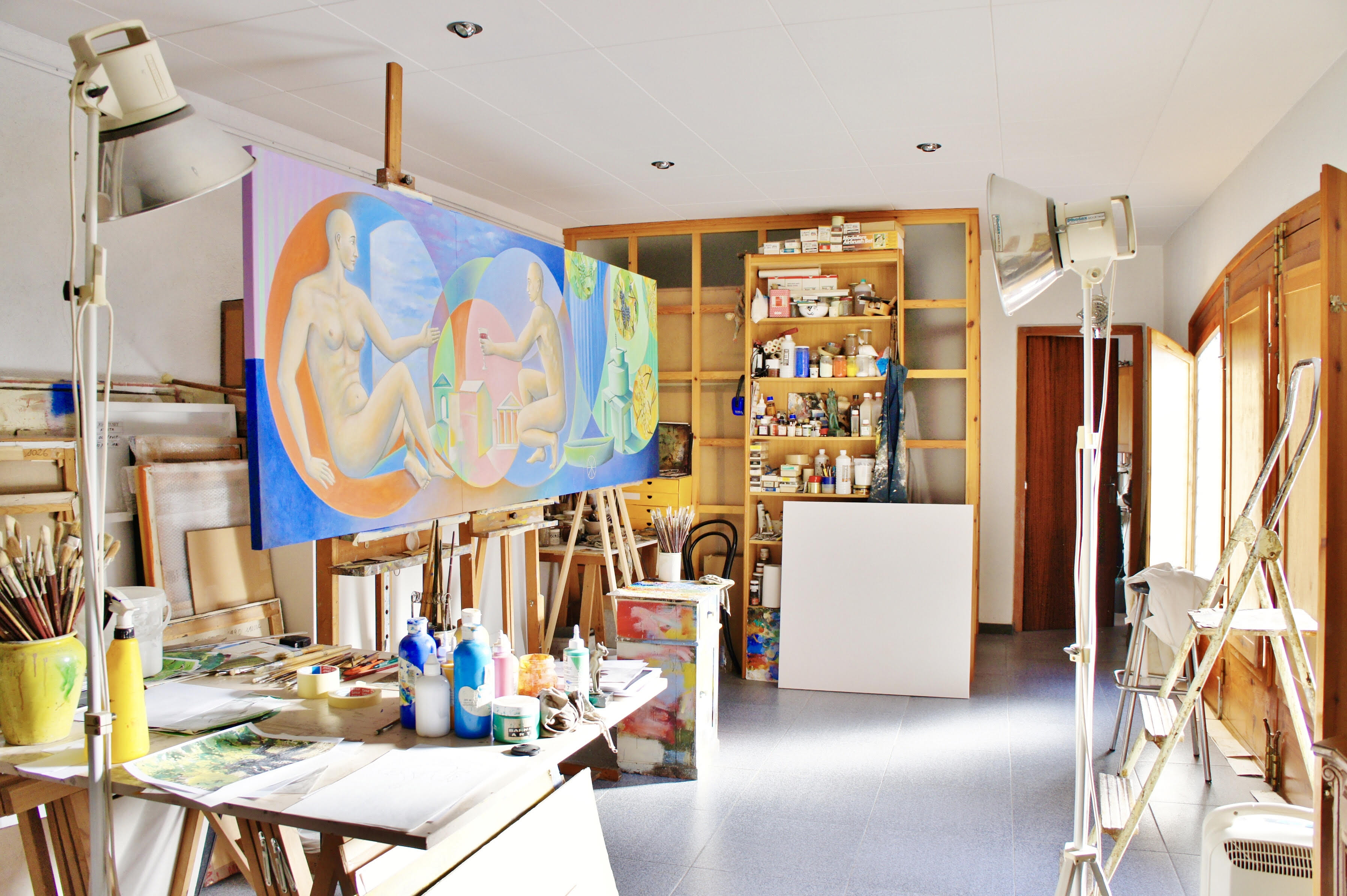
Joan Tusets Werkstatt in l'Arboç (2012)

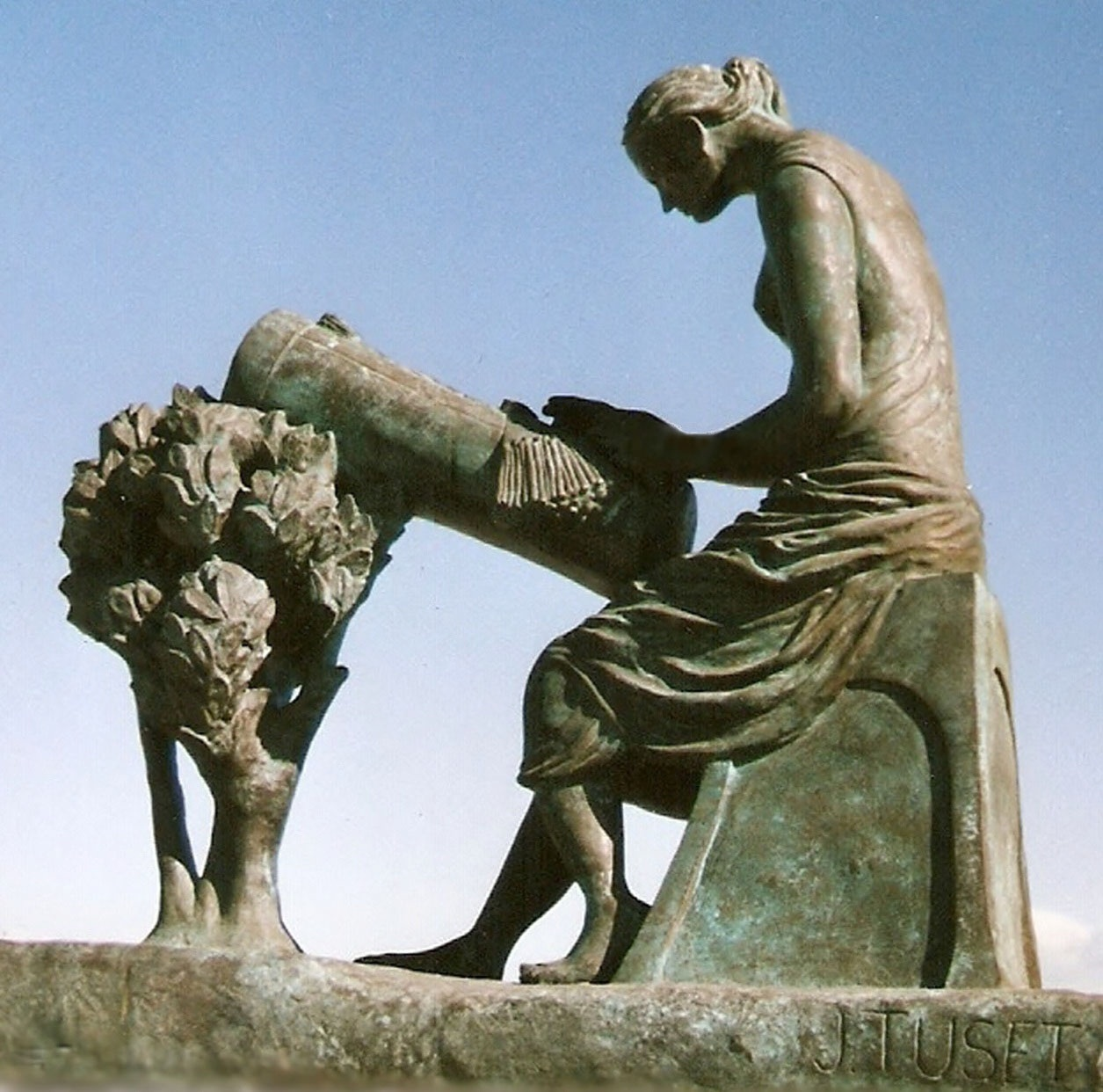
Denkmal für die „La puntaire de l'Arboç“, Bronzeskulptur des Bildhauers Joan Tuset (2005)

Joan Tuset (* 19. Dezember 1957 in L’Arboç, Provinz Tarragona) ist ein katalanischer Maler und Bildhauer der figurativen Kunst.

## Leben
Joan Tuset studierte Bildende Kunst in Tarragona und Barcelona. Seine erste Gemäldeausstellung fand 1976 in Tarragona statt. In den 1980er Jahren zog er nach Kanada, wo er sechs Jahre lebte und seine Arbeiten in der Edimage Gallery, der Joyce Yahouda Gallery und der Culart Gallery ausstellte. Er stellte auch im Art Institute of Chicago und auf der 87. FIAC International Art Fair im Grand Palais in Paris aus. 1989 zog er nach Paris, wo er sich für sechs Monate niederließ und in der Galerie Vision Quai ausstellte. Diese Phasen stellten eine grundlegende Veränderung in seinem Leben und Werk dar, weil seine figurativen Kompositionen an Kraft und Spannung gewannen, die Charaktere in seinen Werken eine klassischere Basis erhielten und sein Stil mit persönlichen und expressiven Informationen bereichert wurde. Nach seiner Rückkehr nach Katalonien ließ er sich zwischen seiner Heimatstadt l'Arboç und Barcelona nieder. Seine Werke sind in öffentlichen und privaten Sammlungen vertreten.

## Gemälde
Joan Tusets Studium der Meister der europäischen Malerei verlieh ihm eine technische Beherrschung des Körpers und der Farbe sowie ein Wissen über den Raum. Er arbeitet mit großen ein- oder zweifarbigen Flächen, die seiner Arbeit ein monumentales Gefühl verleihen, mit Volumen, die mit Licht und Schatten seiner Figuren interagieren; und bei manchen Werken scheint das Licht von unten zu kommen; bei anderen dient es der Beleuchtung der Gesichter und betont sie mit Emotionen. Das zentrale Thema von Joan Tusets Werk ist die menschliche Figur, ihr Zustand, ihre Emotionen, die tägliche Umgebung, der Lauf der Zeit und die Psychologie der Kunst. Der Schlüssel zu seiner Inspiration liegt in der Spannung, die innerhalb des psychologischen oder emotionalen Zustands entsteht, die oft der Ausgangspunkt der Prozesse und Materialien ist, mit denen er arbeitet. In jüngerer Zeit hat er komplexere und intellektualisiertere Reflexionen über seine Umgebung, seine Werkstatt, seine Spiritualität und sein Leben in seine Arbeit eingebracht, aus denen er Ideen für seine Kunst schöpft. Joan Tuset spricht über die Verbindung mit einer Welt, die es ihm ermöglicht, seine Ideen und Gedanken auszudrücken, indem er Kunst nutzt, um seine intimsten Gefühle, Gedanken und Erfahrungen zu kommunizieren. Unser Austausch, die Kraft der Kunst, komplexe Ideen und Gefühle zu kommunizieren, demonstriert durch den starken Antrieb, den sie dem Menschen geben kann, mit dem Ziel, etwas frei zu schaffen und weiterzugeben, das nur aus der Notwendigkeit verstanden werden kann, als Künstler zu denken und zu leben, (verbum deest). Konzepte sind es, die gemäß Joan Tuset im Wesen der Kunst zu finden sind, weil sie darin bestehen, sehen zu lernen, zu erkennen, dass wir hier sind, dass wir leben und die Kunst uns hilft, unsere innere Welt mit der äußeren Welt zu verbinden.

## Skulpturen
Seine Skulpturen stellen im Allgemeinen den menschlichen Körper dar; und seine Formen sind rund und elegant. Viele Interpreten vergleichen die wellenförmige Form ihrer liegenden Körper mit der Landschaft Kataloniens. Er arbeitet normalerweise mit Terrakotta, Gips, Bronze oder Harz mit Marmorpulver, ohne auf andere Materialien zu verzichten, die das Endergebnis seiner Arbeit bereichern können. 2005 wurde er beauftragt, das Denkmal für die „La puntaire de l'Arboç“ zu schaffen, eine typische emblematische Figur Kataloniens, ein Werk aus Bronze auf einem Kreisverkehr der Nationalstr. 340 am Eingang seines Heimatdorfes l'Arboç del Penedés (Tarragona), das von Josep Huguet, dem Minister für Handel und Tourismus der Regierung der Generalität von Catalunistan in jener Zeit, eingeweiht worden ist.

## Hauptwerke
- Le rêve 1986. Mischtechnik auf Leinwand 132 × 229 cm, Sammlung Lavalin, Montreal.
- Odaliska 1987. Mischtechnik auf Leinwand 132 × 229 cm, Sammlung Kauffman, Montreal.
- El rapte d'Europa 1999. Mischtechnik auf Leinwand 60 × 60 cm, Privatsammlung, Barcelona.
- La Lluna ofesa 2002. Mischtechnik auf Leinwand 60 × 60 cm, Privatsammlung, Oviedo, Spanien.
- Monument a la Puntaire de l’Arboç 2005. Bronzeskulptur 200 × 200 × 84 cm, öffentliches Denkmal, Tarragona.
- El vi dels amants 2012. Mischtechnik auf Leinwand 100 × 300 cm, Privatsammlung, Barcelona.
- La energia del recuerdo 2014. Mischtechnik auf Leinwand 50 × 150 cm, Privatsammlung, Barcelona.